# Königstein im Taunus
Königstein im Taunus è una città tedesca situata nel land dell'Assia.
Località climatica posta sui primi rilievi sud-occidentali del complesso montagnoso scistoso del Taunus, parte del parco naturale dell'Alto Taunus e situata a soli 20 km da Francoforte sul Meno, Königstein im Taunus è luogo di residenza per numerosi banchieri, finanzieri e manager di multinazionali con sede nella capitale finanziaria d'Europa che ne fanno una delle primissime città della Germania per reddito pro-capite.
La città ospita numerose cliniche, centri riabilitativi e case di riposo private, alberghi di lusso nonché quattro asili, tre scuole elementari, tre licei e scuole professionali.
Königstein im Taunus comprende quattro frazioni: Falkenstein, Mammolshein, Schnedhain e Königstein-centro.
La frazione di Falkenstein è la parte più elevata della città ed ospita delle rovine di fortificazione sul punto più alto dell'omonimo rilievo. Mammolshain è famosa per le sue pietre dure, la sua frutta e gli alberi di castagne. Schneidhain, un piccolo villaggio fino alla metà dell'Ottocento, si è espanso significativamente negli ultimi decenni come area residenziale.
Il territorio comunale si trova ad un'altezza compresa tra i 180 e gli 800 metri sul livello del mare.

## Storia
La storia di questa cittadina e del suo castello è molto antica e si perde agli inizi dei primi secoli dopo Cristo. La leggenda narra che una prima fortezza sia stata eretta dal re Franco Clodoveo (466-511) nel luogo dell'attuale castello, assieme ad una cappella nella valle sottostante. La prima testimonianza documentale è comunque del 1215.
Il castello reale di Königstein è posto a protezione della regione del Wetterau, sulla maggiore rotta commerciale tra Francoforte e Colonia.
Königstein fu feudo dei conti di Nürings (Falkenstein), poi possedimento dei signori di Hagen-Münzenberg e successivamente dei Bolanden-Falkenstein (1255—1418) fino a raggiungere nel 1313 lo status di città. Il suo castello fu di proprietà della famiglia Eppstein (1418—1535), poi dei conti di Stolberg che introdussero la Riforma. L'elettore di Magonza, divenuto signore di Königstein nel 1581, iniziò la Controriforma ed il castello venne fortificato ulteriormente. La fortezza subì una prima distruzione nel 1796 durante la Rivoluzione francese.
Nel 1803 Königstein divenne parte del ducato di Nassau e, nel 1866, divenne dominio Prussiano.
Parte del distretto di Wiesbaden durante l'occupazione francese (1918—1928), a partire dal 1945 Königstein è divenuto parte dello stato federale tedesco dell'Assia. Le riforme amministrative dell'Assia portarono nel 1972 alla fusione con i distretti dell'Obertaunus ed Usingen per formare il distretto dell'Alto Taunus (Hochtaunus in tedesco). Sempre nel 1972, Schneidhain (1º aprile), Mammolshain e Falkenstein (1º agosto) divennero parte di Königstein.
Dopo una buia fase di decadenza dovuta alle nuove rotte e forme di trasporto, la città ricevette nuova linfa nell'Ottocento grazie al dottor Pingler che fondò un centro termale nella valle del Billbach (1851). Da allora molti turisti vennero attratti dalla bellezza dei luoghi e numerose residenze estive vennero erette, con un periodo di massimo fulgore negli anni precedenti la prima guerra mondiale. Nel 1935 Königstein fu ufficialmente riconosciuta quale località dal clima particolarmente salubre.

## Politica
Le forze politiche rappresentate nel consiglio comunale sono la CDU (cristiano-democratici), l'SPD (socialisti), il FDP (liberali) ed i Verdi nonché la lista civica ALK (Aktionsgemeinschaft Lebenswertes Königstein). Al momento Königstein è governata da una coalizione CDU/FDP.

## Stemma comunale
Lo stemma di Königstein fu conferito nel 1907 e riprende i temi di un sigillo civico del 1535. Le torri rappresentano quelle del castello e le bande giallo e oro sono i colori della famiglia Bolanden-Falkenstein. Il leone nero rappresenta i Conti di Nürings ed i tre cervi i signori di Eppstein.

## Monumenti e luoghi d'interesse

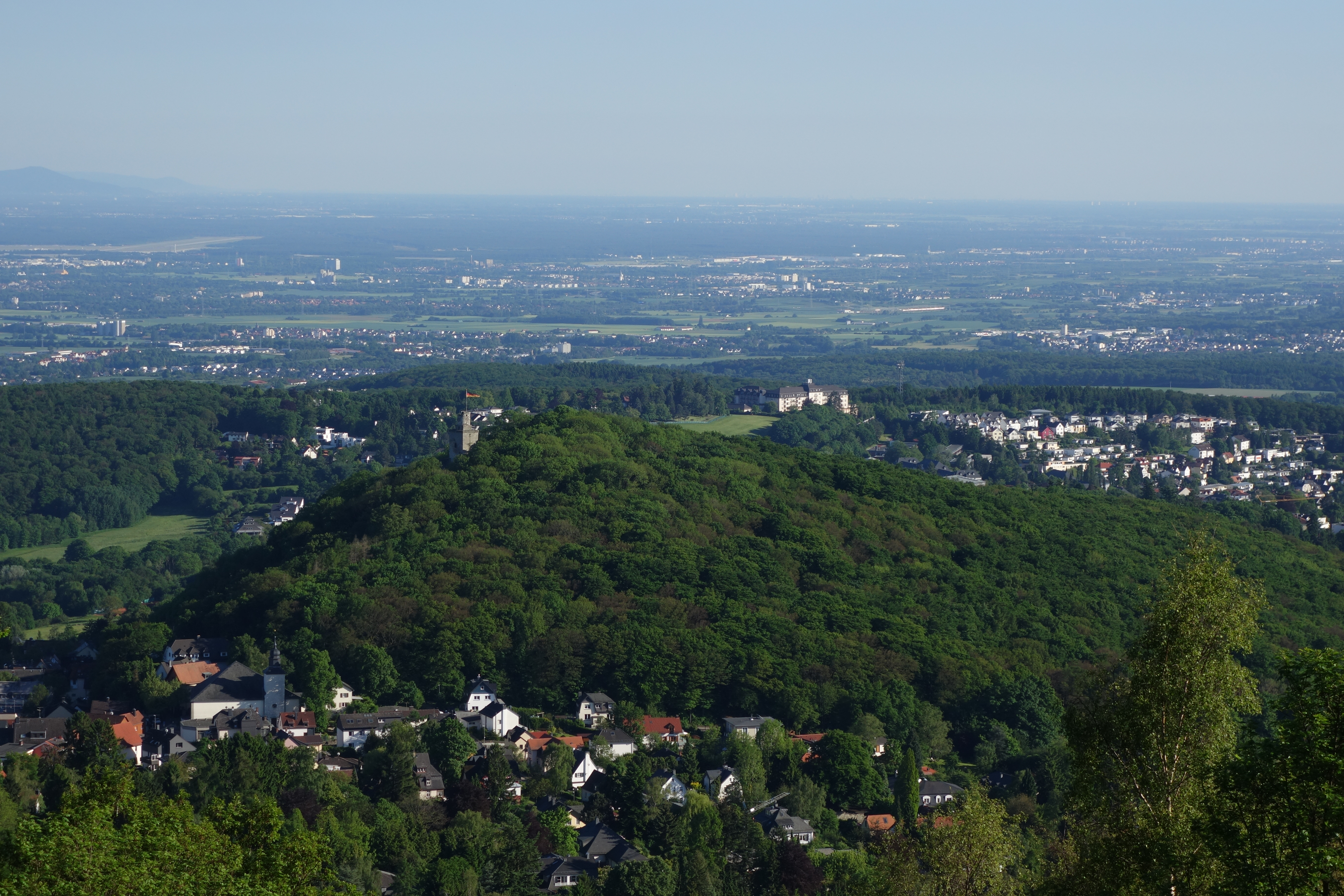
Falkenstein con le rovine del castello e la riserva naturale

Principale attrazione è il Castello di Königstein che domina da posizione sopraelevata il centro storico con i suoi bastioni del XVI secolo. Utilizzato come fortezza e prigione fino alla fine del XVIII secolo (nel 1792 il castello fu bombardato dai prussiani, ed attaccato con la dinamite dalle truppe francesi nel 1796), dalla sua terrazza si gode una vista panoramica su tutta la città e sui rilievi boscosi circostanti. Attorno al castello sorgono edifici antichi come il vecchio municipio del XIII secolo che oggi ospita il museo della città, il castello Lussemburghese oggi sede del tribunale, villa Borgnis ed i suoi curati giardini.
Nel quartiere Falkenstein si trovano anche le rovine di un castello. Si trova nella riserva naturale Burghain Falkenstein.

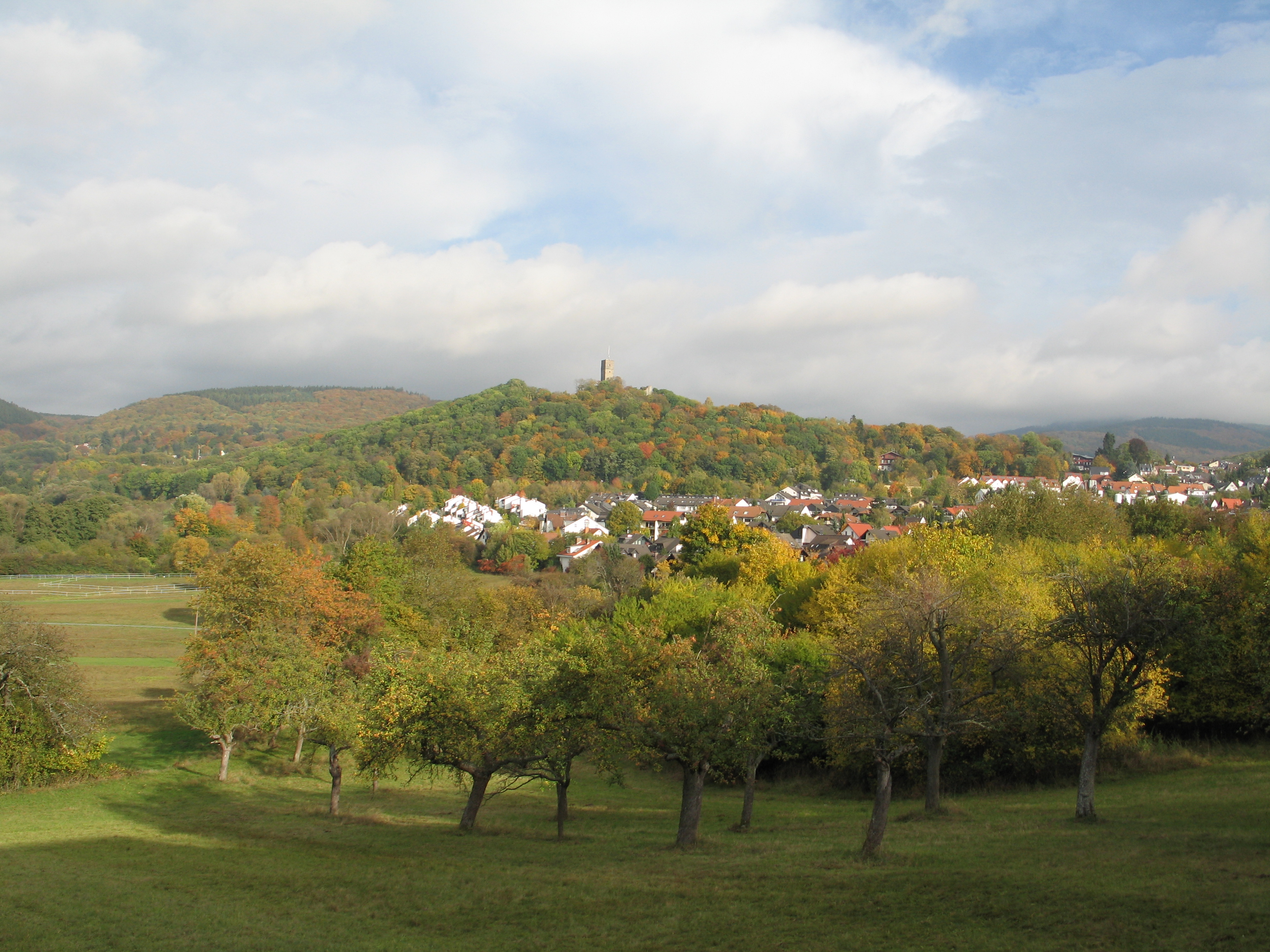
Panorama di Koenigstein im Taunus, le rovine del castello

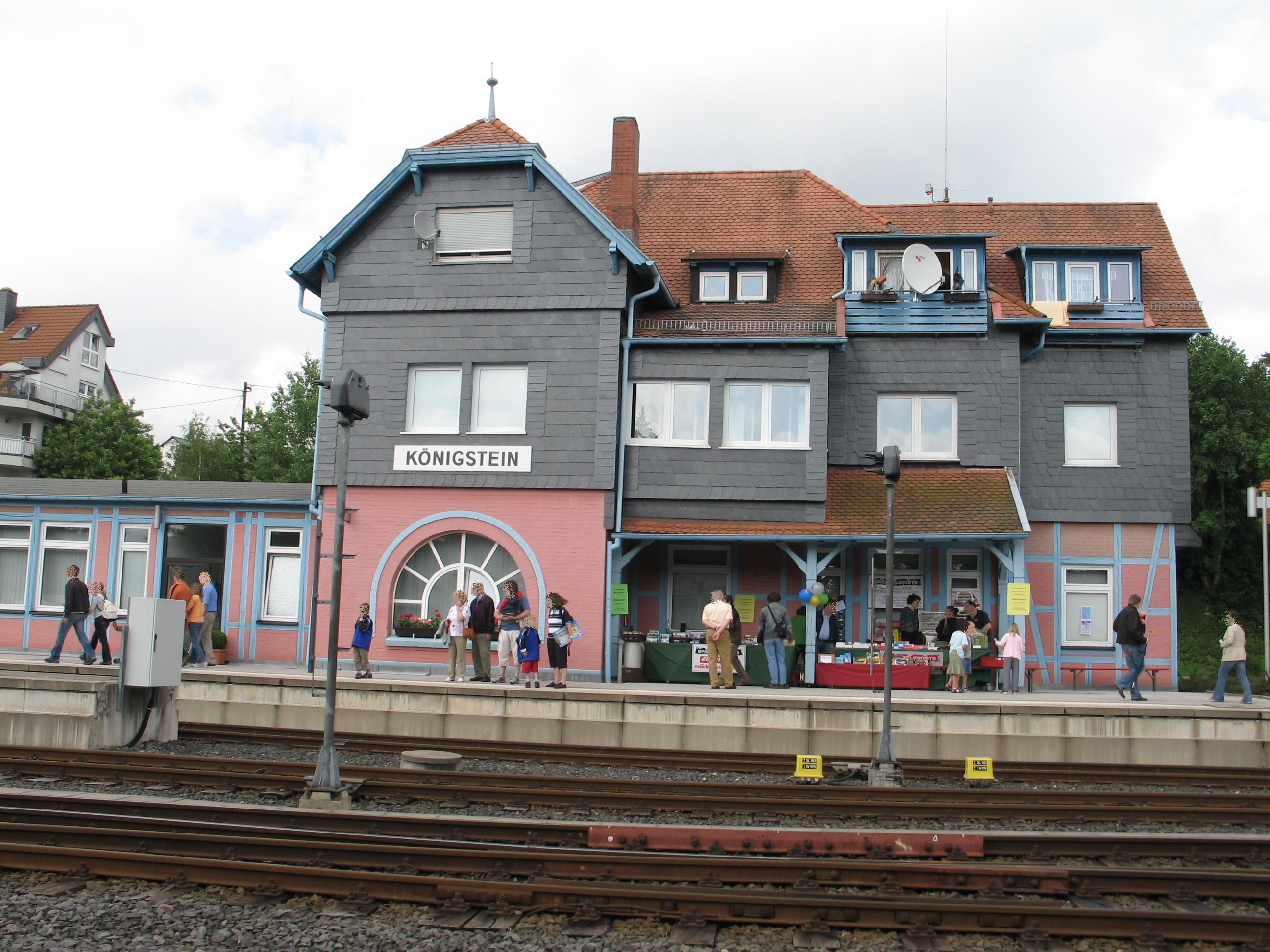
Stazione ferroviaria di Koenigstein, ferrovie del Taunus

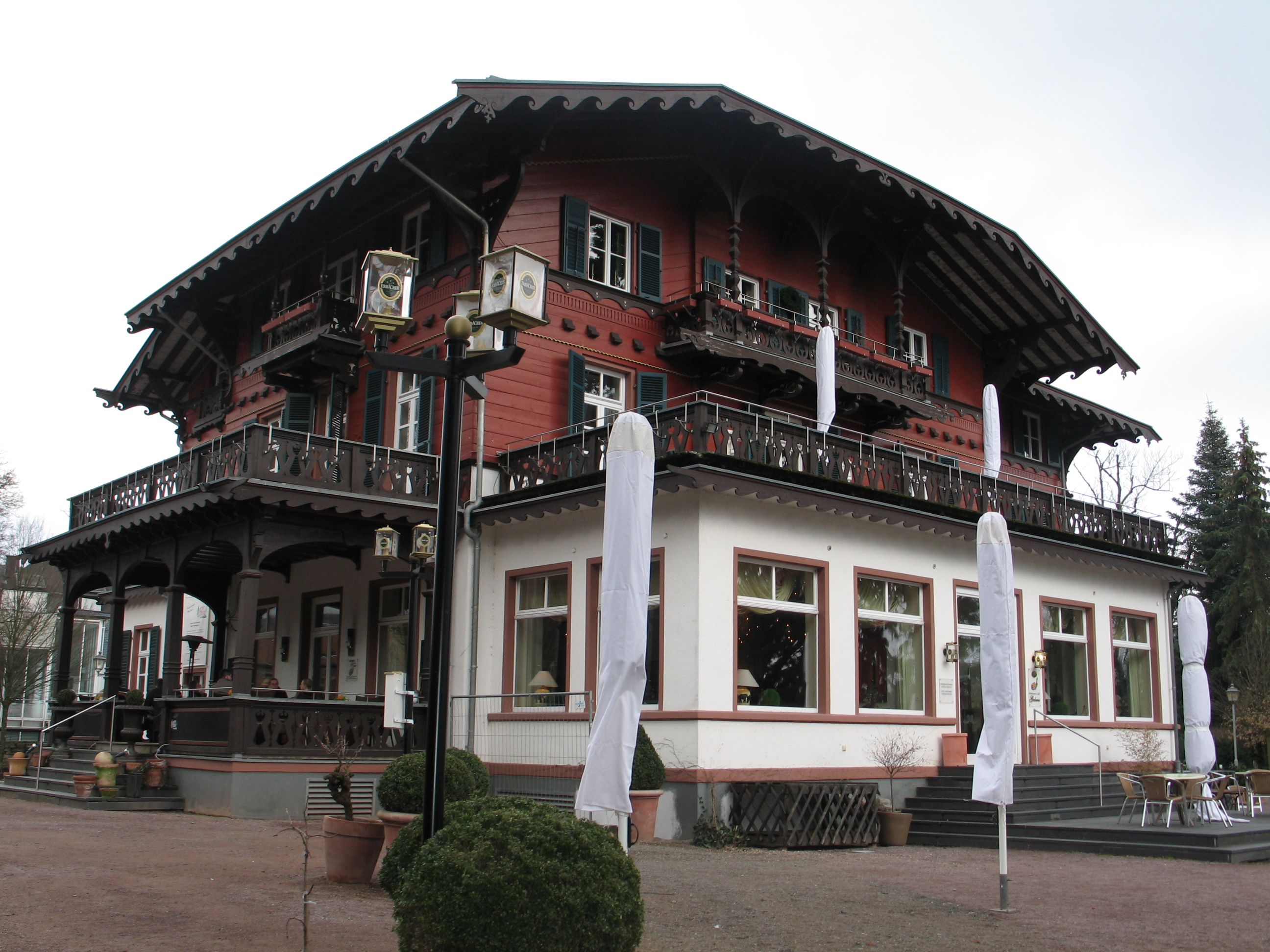
Villa Borgnis, Koenigstein im Taunus

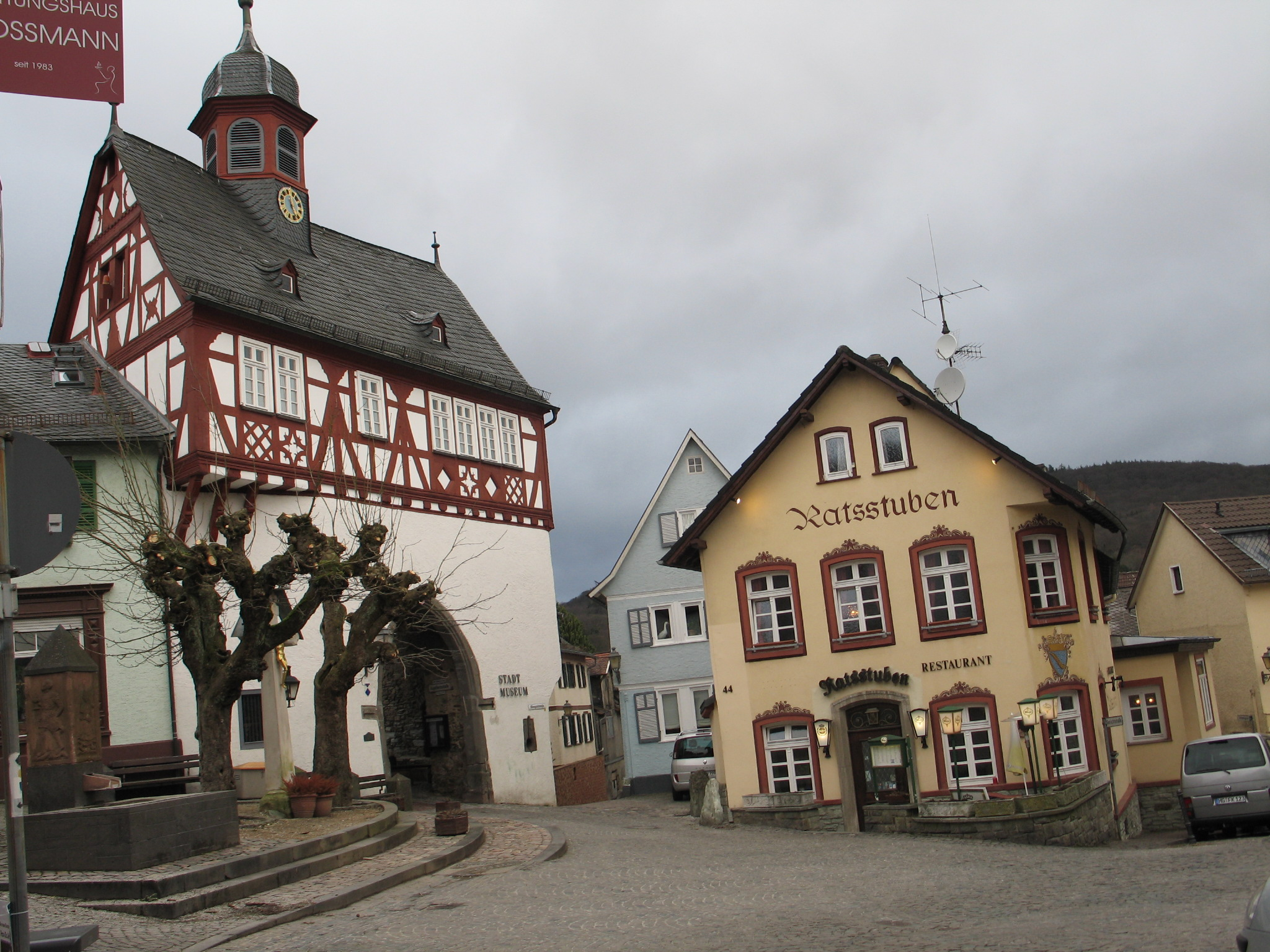
Vecchio municipio

## Curiosità
Königstein ha ospitato la nazionale di calcio brasiliana durante i Mondiali di Germania del 2006.

## Amministrazione

### Gemellaggi
- Le Cannet-Rocheville, Francia
- Königstein, Sassonia
- Kórnik, Polonia
- Le Mêle-sur-Sarthe, Francia (con Falkenstein)

Vi è altresì uno stretto legame con:
- Königstein nell'Alto Palatinato